# Naoto Ando
Naoto Ando (født 28. august 1991) er en japansk fodboldspiller, som spiller for den japanske fodboldklub Giravanz Kitakyushu.